# Basilique Saint-Augustin de Rome
Pour les articles homonymes, voir Basilique Saint-Augustin.
La basilique Sant'Agostino in Campo Marzio (en français : basilique Saint-Augustin du Champ de Mars) est un lieu de culte situé à Rome en Italie, dans le rione de Sant'Eustachio, à proximité de la Piazza Navona. 

## Généralités
La construction a été financée par Guillaume d'Estouteville, archevêque de Rouen et le chancelier papal. La conception de la Basilique est confiée à Baccio Pontelli. La façade est construite en 1483 par Giacomo di Pietrasanta, à l'aide de spolia du Colisée. Il s'agit d'un édifice du style Renaissance.

## Historique

### La vieille église

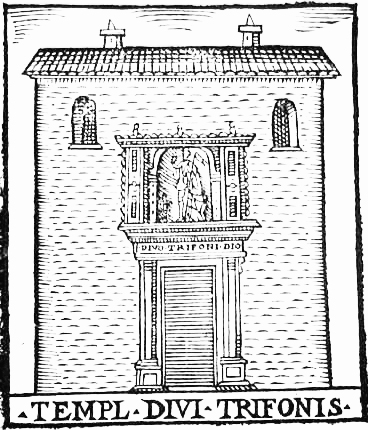
L'ancienne église Saint-Tryphone.

L'origine de l'église remonte à un couvent, construit en 1286, des Augustins, autrefois appelé Les ermites de Saint-Augustin. En raison de la présence d'une ancienne église paroissiale, San Trifone in Posterula. Celle-ci était dédiée à saint Tryphon et située dans la Via della Scrofa. Il s'agissait d'une église titulaire et aussi une église-station durant le jeûne du carême. L'église est confiée aux Augustins par le pape Honorius et utilisée comme chapelle en 1287 ; elle est alors rebaptisée Santi Trifone éd Agostino (Saints Tryphone et Augustin) en l'honneur de saint Augustin d'Hippone. En 1424, les reliques de sainte Monique, la mère de saint Augustin, sont transférées de la basilique di Sant'Aurea à Ostia Antica vers l'église Santi Trifone éd Agostino.
Le titre est transmis à l'église Saint-Augustin achevée en 1484, mais l'ancien édifice est conservé comme une église filiale dans le complexe. Elle est utilisée comme le siège de la confrérie du Saint Sacrement jusqu'en 1604, année où la nouvelle église devient église paroissiale à la place et reprend son ancien nom de San Trifone.

### La nouvelle église

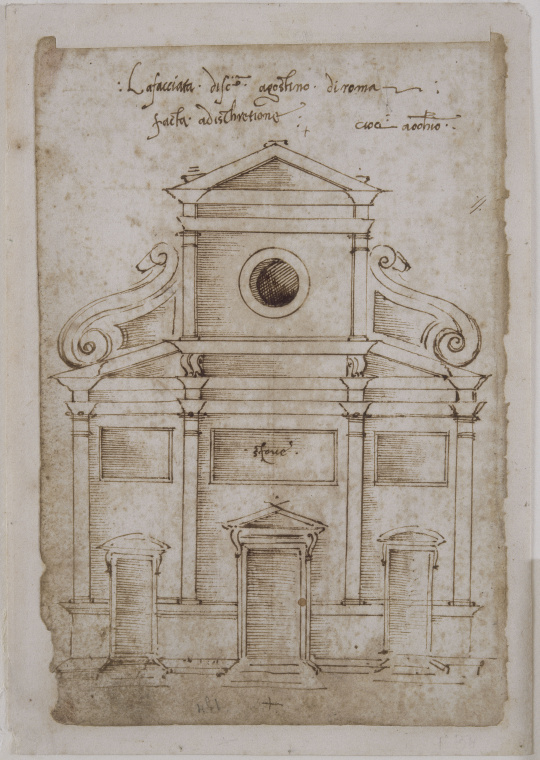
Bastiano da Sangallo (1481-1551) - feuillet 14 verso du codex de Lille

La nouvelle église est commandée en 1296, par le pape Boniface VIII (1294-1303). La construction dure près d'un siècle et demi et n'est achevée qu'en 1446. Toutefois, le nouveau bâtiment était trop petit pour les besoins de la communauté monastique et également trop bas par rapport au Tibre : elle est reconstruite plus grande dans le même siècle, sous le pontificat de Sixte IV. Ainsi, grâce à la générosité du cardinal Guillaume d'Estouteville, camerlingue du Pape mais aussi protecteur des Augustins, l'église actuelle est construite perpendiculairement à l'ancienne, entre 1479 et 1483.
La nouvelle église face à l'ancienne Via Recta (les traces peuvent être vues dans la Via delle Coppelle, Via Agostino S et de la Via dei Coronari) est l'une des principales voies d'accès pour les pèlerins se rendant à la Basilique du Vatican. 
Le pape Sixte V met en place un titre cardinalice (Titulus) de Saint-Augustin en avril 1587. Gregorio Petrocchini de Montelbro (un des frères augustins) en devient le premier titulaire. Actuellement, après la mort, en 2004, de Marcelo González Martín (nommé en 1973), le titre est resté vacant jusqu'en 2006 date à laquelle Jean-Pierre Ricard, archevêque de Bordeaux est nommé.

## Description
La façade, inspirée par la basilique Santa Maria Novella à Florence est conçue par Leon Battista Alberti et construite en 1483 par Jacopo da Pietrasanta. Les deux volutes latérales ont été ajoutées par Luigi Vanvitelli, entre 1746 et 1750, lors de la construction du nouveau couvent et du cloître.

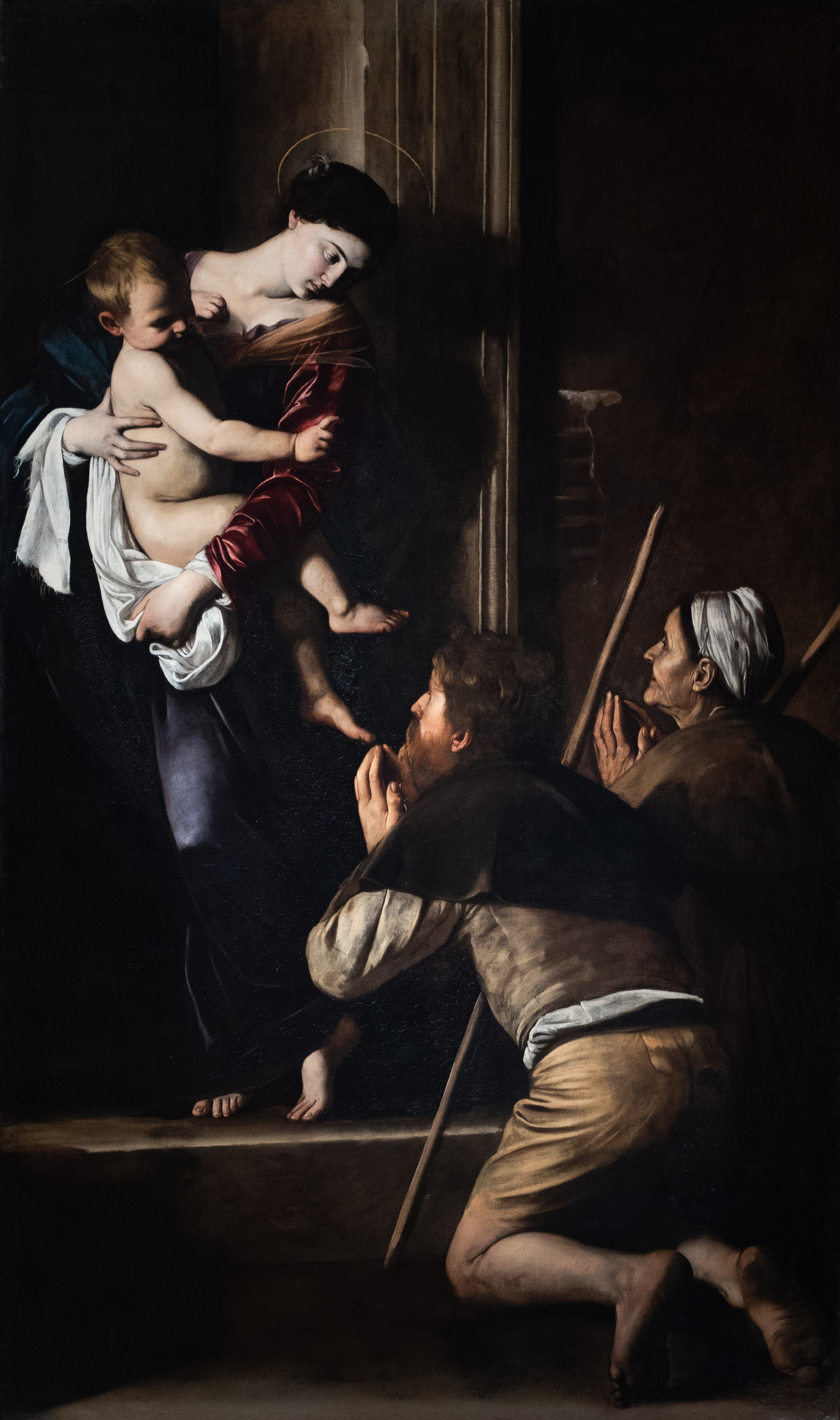
Le Caravage, La Madone des pèlerins (1604-1605).

L'intérieur de la basilique a trois nefs, divisées par des piliers et dix chapelles latérales, un transept et l'abside, flanqué de quatre autres chapelles.
Il s'agit de l'une des premières églises romaines construites pendant la Renaissance. C'est la maison de la Vierge de Lorette, également connue sous le nom de la Madone des pèlerins, l'un des chefs-d'œuvre les plus célèbres de Caravage.
En plus de cette célèbre peinture, l'église abrite une œuvre de Le Guerchin qui représente les saints Augustin, Jérôme et Jean l’Évangéliste, la célèbre fresque du prophète Isaïe de Raphaël, la statue de la Vierge et l'Enfant d'Andrea Sansovino et l'autel de Bartolomeo Ghetti, la Madone de la naissance de Jacopo Sansovino qui serait, selon la tradition populaire, miraculeuse ; cette statue, selon la légende, a été créée en adaptant une effigie antique d'Agrippine tenant dans ses bras le petit Néron. Le tabernacle en marbre de l'autel est en style typiquement baroque conçu par Orazio Torriani.
L'église abrite les tombeaux de sainte Monique mais aussi, du poète humaniste Maffeo Vegio, la comtesse de Médicis, avant-dernière fille de Laurent le Magnifique, le cardinal Girolamo Verallo et le Cardinal et humaniste augustinien Gilles de Viterbe.
Dans le passé, l'église était connue pour admettre en son sein, unique église de Rome, les courtisanes et les prostituées ; certaines y sont également enterrées comme Michaelis Fiammetta, la maîtresse de César Borgia dont la maison est encore dans le voisinage sur la Piazza Fiammetta, ainsi que Julia Bell et ses filles, Pénélope et le célèbre Tullia d'Aragon.

## L'Orgue
Le premier orgue de la basilique est construit en 1431, dans l'ancienne église de Saint-Augustin. Il est resté sur place jusqu'à 1657 - 1658, quand il a été remplacé par un nouvel instrument de Catarinozzi Joseph et Joseph Testa. Il est détruit par un incendie et remplacé par un autre orgue, construit par James Alari en 1682. En 1838, un nouvel instrument est inauguré, commandé par le cardinal Cesare Brancadoro et construit par Angelo Morettini. Il est retiré au début du XXe siècle et à sa place un nouvel orgue est installé, construit en 1905 par Charles Vegezzi-Bossi et restauré entre 2005 et 2007 par ses héritiers.
En 2012, l'organe dispose de trois claviers de 58 notes chacun et un pédalier à 30 marches : il dispose d'une transmission tubulaire-pneumatique

## Galerie

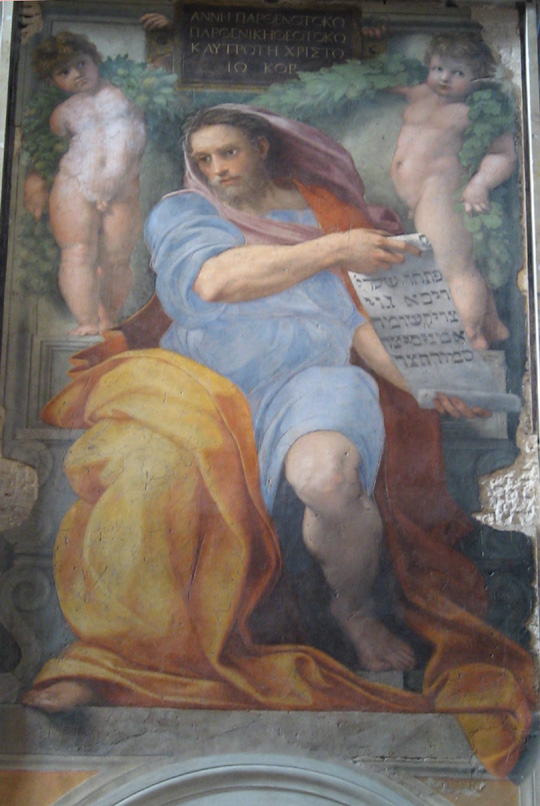
La célèbre fresque du  prophète Isaïe de Raphaël.
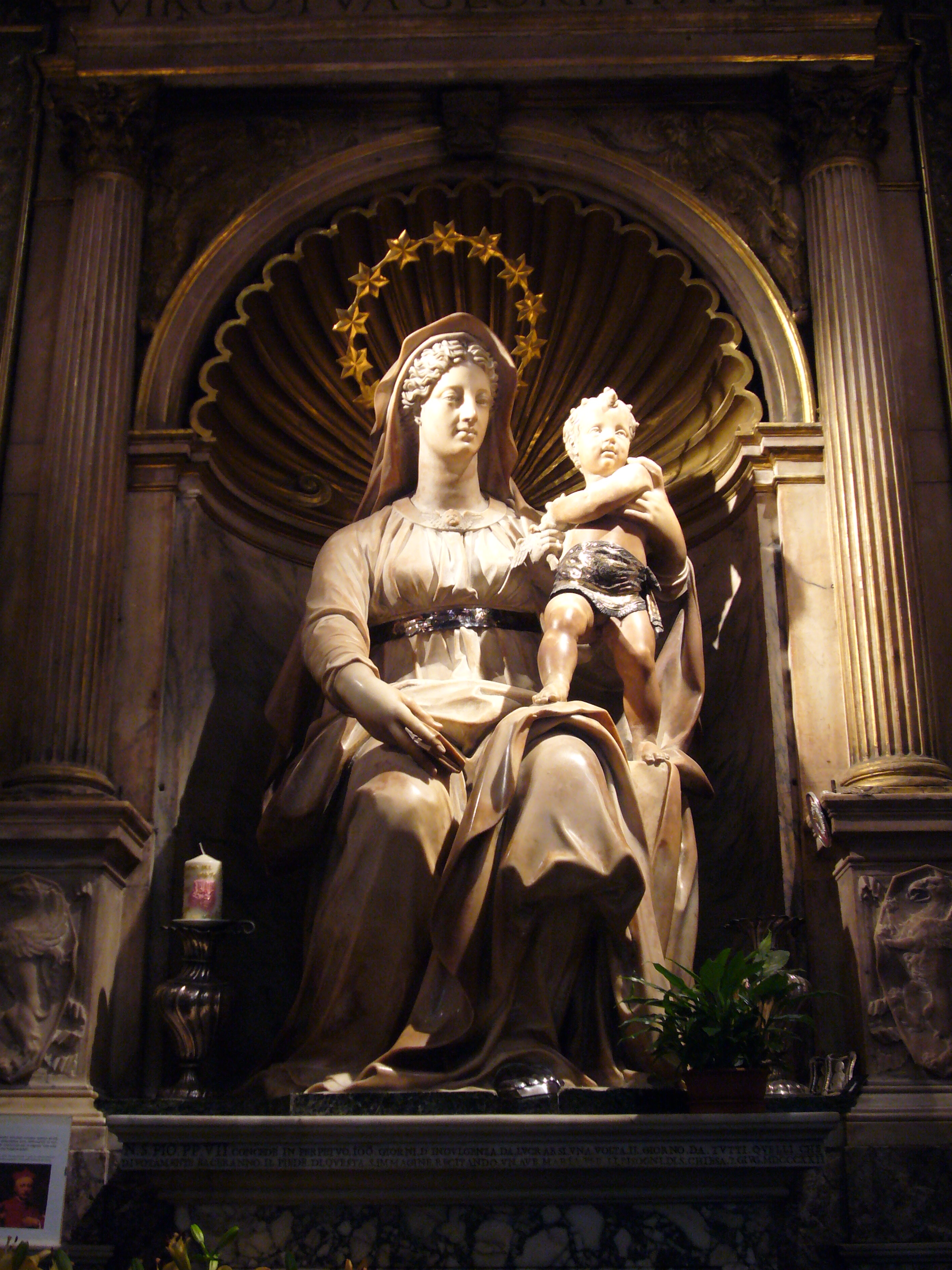
Le « miracle » Madone de la naissance de Jacopo Sansovino.
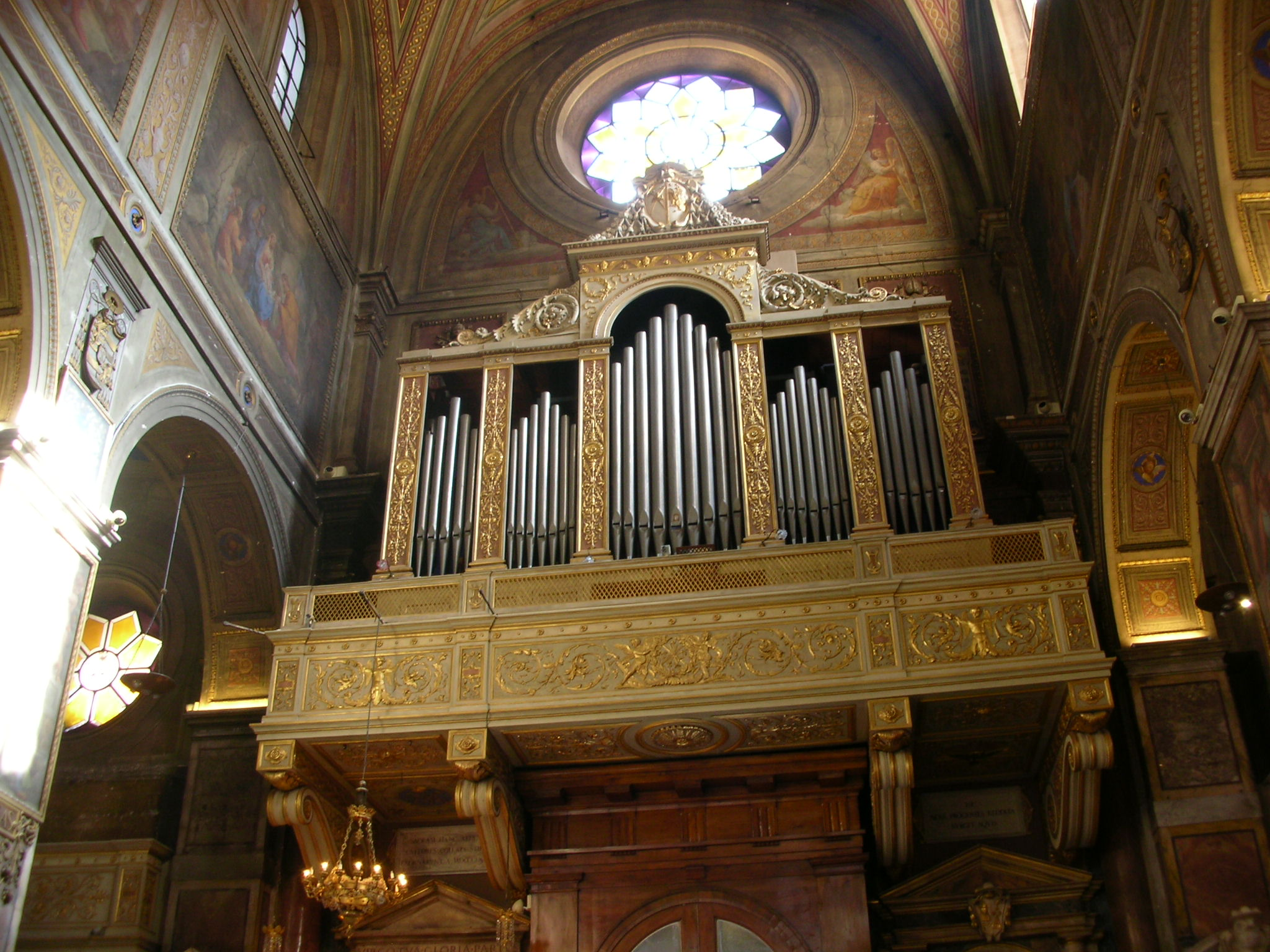
L'orgue.
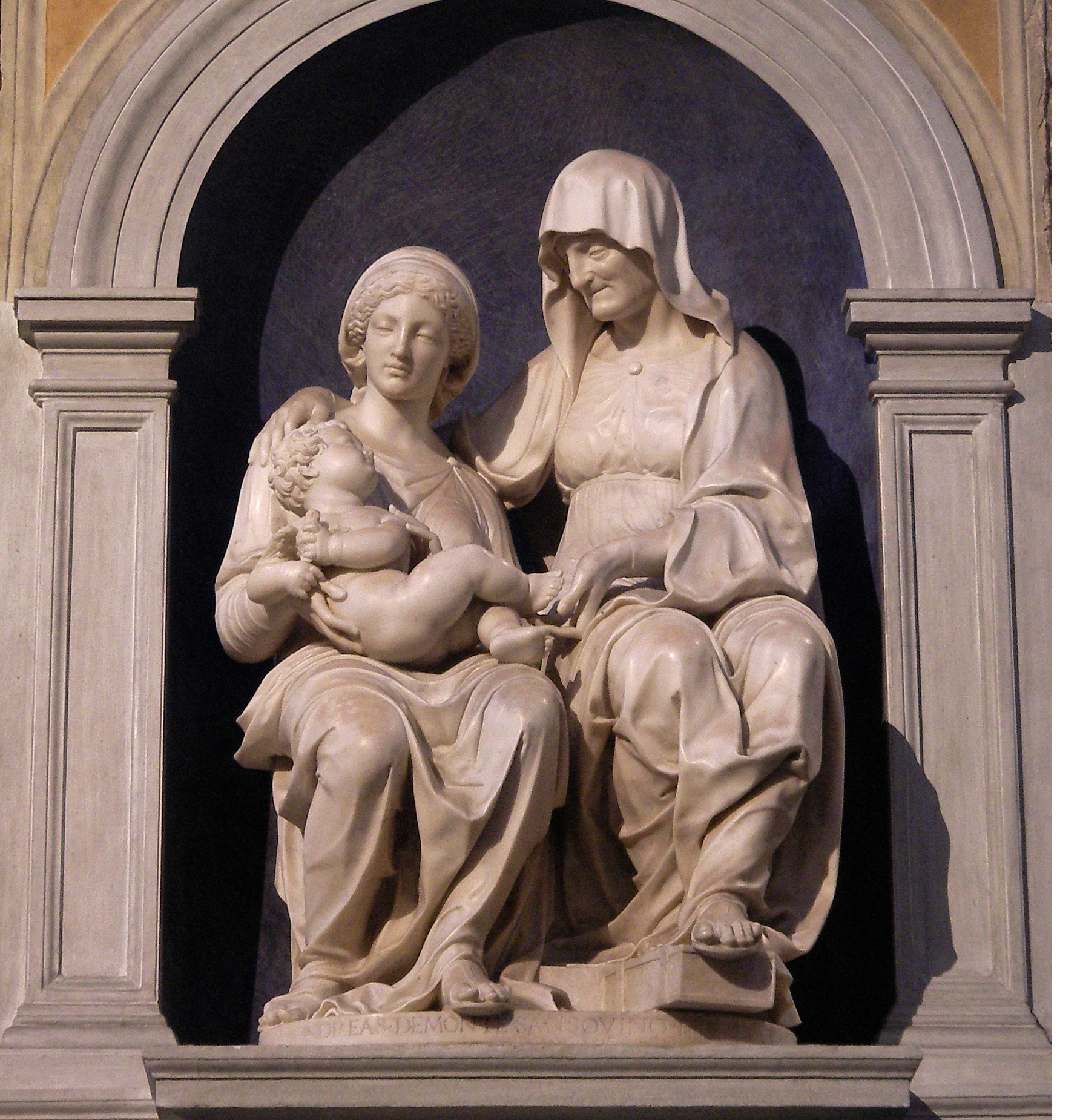
La Madone et l'Enfant Jésus avec sainte Anne.
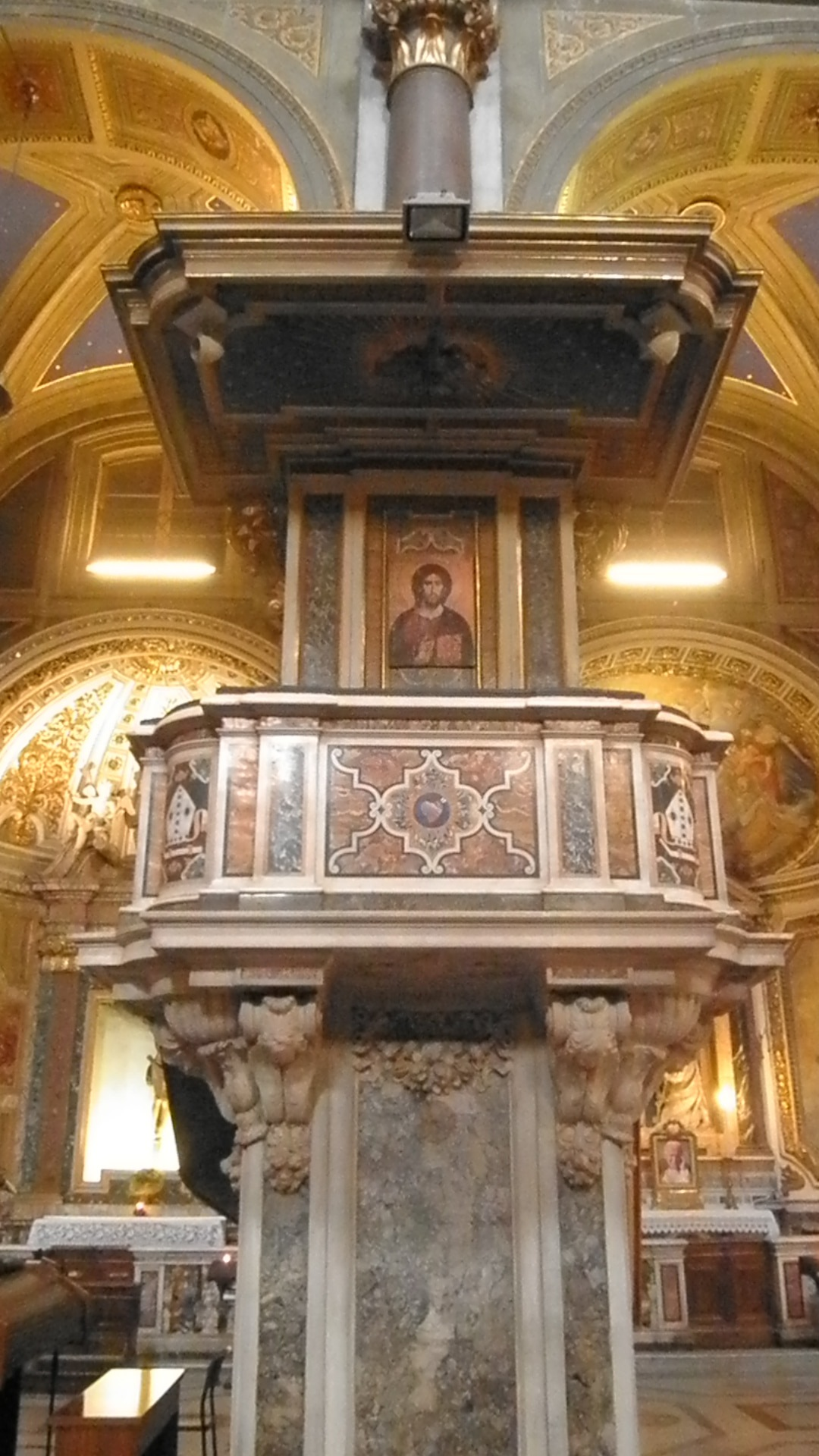
Pupitre.
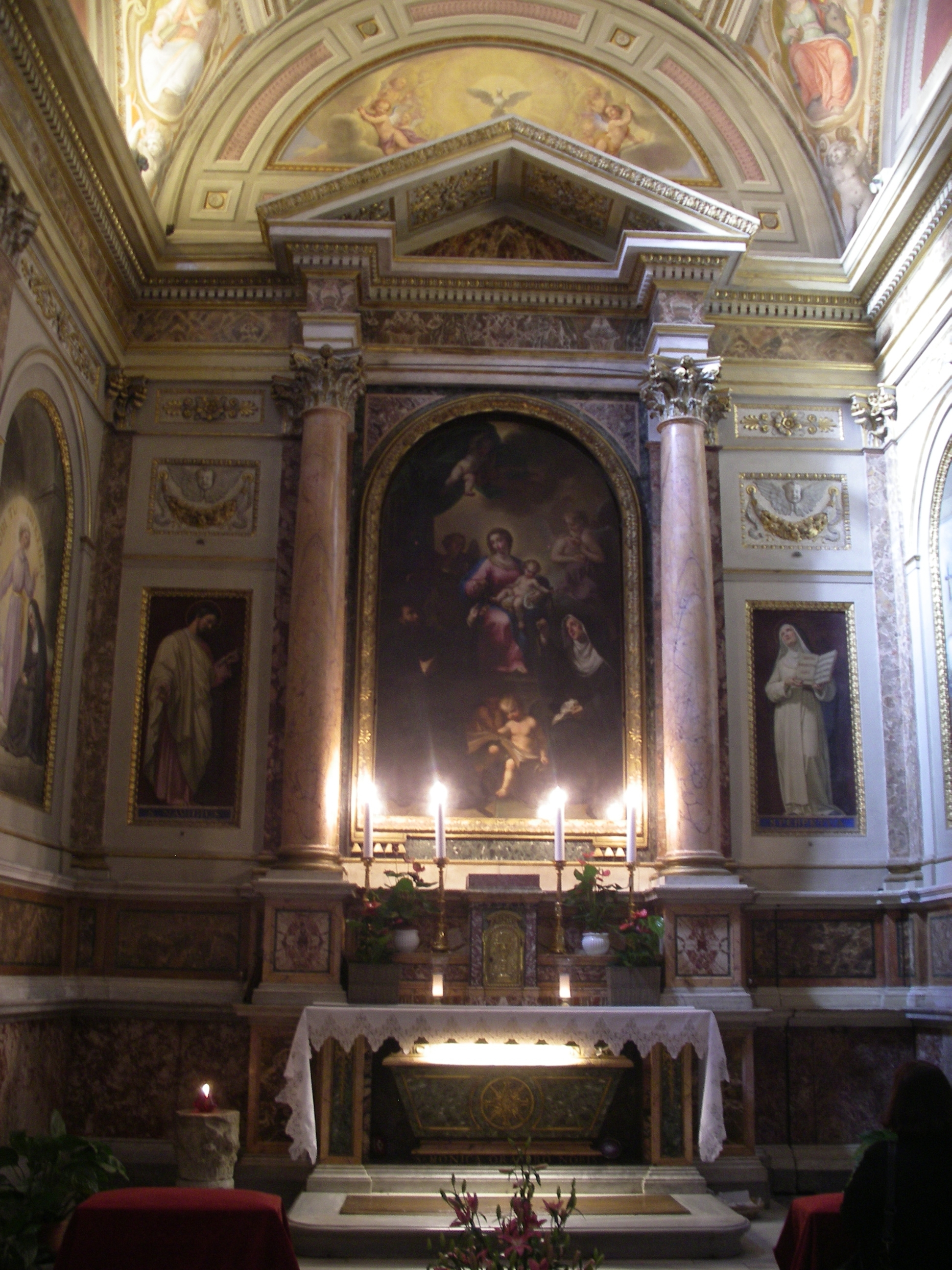
Autel et tombeau de sainte Monique d'Hippone.